# Kuzmàdino
Kuzmàdino (en rus: Кузьмадино) és un poble de l'óblast de Vladímir, a Rússia, segons el cens del 2010 tenia 301 habitants. Pertany al districte municipal de Iúriev-Polski.